# Ashley (Northamptonshire)
Ashley is een civil parish in het bestuurlijke gebied Kettering, in het Engelse graafschap Northamptonshire met 224 inwoners.